# Ephraim K. Wilson II
Ephraim K. Wilson II (Snow Hill, 1821. december 22. – Washington, 1891. február 24.) az Amerikai Egyesült Államok szenátora (Maryland, 1885–1891).